# Burdeos
Burdeos (Bayan ng Burdeos) är en kommun i Filippinerna. Kommunen ligger på ön Luzon, och tillhör provinsen Quezon. Folkmängden uppgår till 19 635 invånare.
Burdeos är indelat i 14 barangayer.